# Commanderie de Biches
La commanderie de Biches était une commanderie templière avant de devenir une commanderie hospitalière lors de la dévolution des biens de l'ordre du Temple en 1312,,. Elle est située à Biches non loin à l'est de Nevers, aujourd'hui dans le département de la Nièvre, en région Bourgogne-Franche-Comté.

## État
Seule le logis de ferme (fin du XVIIIe siècle) subsiste de nos jours. On trouve dans l'église paroissiale de Biches deux statues qui proviennent possiblement de la chapelle de la commanderie dédiée à Saint-Blaise, aujourd'hui disparue.